# Еластин
Еластин је саставна компонента екстрацелуларног матрикса. Многа ткива и органи у организму захтевају да буду јаки и уједно еластични (крвни судови, кожа, плућа...), што омогућавају еласинска влакна. Еластин се увек налази уз нерстегљивији колаген како би се ограничило растезање самог ткива које изграђује. Код људи, еластин је кодиран  геном.

## Функција
Овај ген кодира протеин који једна од две компоненте еластичних влакана. Он је богат у хидрофобним аминокиселинама као што су глицин и пролин, које формирају мобилне хидрофобне регионе повезане унакрсним везама између лизинских остатака. Вишеструке транскриптне варијанте које кодирају различите изоформе овог гена су нађене. Друго име за еластин је тропоеластин.